# Itinga do Maranhão
Itinga do Maranhão – miasto i gmina w Brazylii, w Regionie Północno-Wschodnim, w stanie Maranhão.  
Ma powierzchnię 3581,7 km². Według danych ze spisu ludności w 2010 roku gmina liczyła 24 863 mieszkańców, a gęstość zaludnienia wynosiła 6,94 osób/km². Dane szacunkowe z 2019 roku podają liczbę 26 000 mieszkańców. 
Itinga do Maranhão graniczy od północy ze stanem Pará, a od wschodu, zachodu i południa z gminą Açailândia.
W 2017 roku produkt krajowy brutto per capita wyniósł 11 107,21 reali brazylijskich.